# André Ballieux
André Ballieux, né le 2 août 1933 à Virginal en province du Brabant wallon, est un athlète belge, spécialiste des courses de demi-fond. Il participa au 1 500 m des Jeux olympiques d'été de 1956 à Melbourne.

## Biographie
Avec Roger Moens, Émile Leva et Alfred Langenus, il bat le record du monde du 4 x 800 mètres le 8 août 1956 au stade des Trois Tilleuls, à Watermael-Boitsfort en 7' 15" 8. Ce record du monde fut battu en 1966 mais est toujours actuellement record de Belgique. 
Il participe au 1 500 m des Jeux olympiques d'été de 1956 à Melbourne et se classe à la sixième place de sa série devançant le Français Michel Jazy.

## Records personnels
| Distance | Temps    | Année        |
| -------- | -------- | ------------ |
| 800 m    | 1.52,1 s |              |
| 1500 m   | 3.45,8 s | juillet 1964 |

## Palmarès

### 1500 m
- 1956: 6e en série aux Jeux olympiques d'été de 1956 à Melbourne – 3.49,8

## Sources
- (nl) Koumans, J. (1955) De returnontmoeting tegen de Belgen De Athletiekwereld nr. 16: KNAU
- (nl) Moree, A. de (1957) Eindelijk weer winst tegen de Belgen De Athletiekwereld nr. 11: KNAU
- (nl) Red. AW (1964) Eervolle Belgische nederlaag tegen Zwitserland De Athletiekwereld nr. 14: KNAU
- (nl) 100 jaar Belgische atletiek, uitgave KBAB, 1989